# Grammicomyia flavipes
Grammicomyia flavipes är en tvåvingeart som först beskrevs av Meijere 1914.  Grammicomyia flavipes ingår i släktet Grammicomyia och familjen skridflugor. Inga underarter finns listade i Catalogue of Life.